# Syntrichia inermis
Syntrichia inermis är en bladmossart som beskrevs av Bruch in Hübener 1833. Syntrichia inermis ingår i släktet skruvmossor, och familjen Pottiaceae. Inga underarter finns listade i Catalogue of Life.